# Атонични напад
Атоничи, астатични или акинетични напад или изненадни пад (енгл. Drop attacks) нагли је губитак тонуса у мишићима који доводи до наглог падања главе или тела на подлогу. Назив „атонични напад“, накнадно је уведен у медицинску терминологију, како би се под овим појмом означио широк спектар изненадних падова са присутним познатим поремећајима, или без њих, који повећавају ризик од падова, са провокативним специфичним стимулансом или без њега, са губитком свести, или без њега, и са значајним основним абнормалностима или без њих.

## Основне поставке
- Атонични напади су изненадни падови, без губитка свести изавани без јасно одређеним надражаја, који се јављају нагло и без упозорења, а завршавају брзим повратком на почетну позицију.
- Овај назив накнадно је уведен у медицинску терминологију, како би се означио широк спектар изненадних падова са присутним познатим поремећајима који повећавају ризик од падова, или без њих, са провокативним специфичним стимулансом, или без њега, са губитком свести, или без њега, и са значајним основним абнормалностима, или без њих.
- Промене које изазивају атонични напад, могу водити пореклом са разних локалица, али најчешће су то структуре у нижи делови можданог стабла или кичмене мождине.
- Атонични напади углавном указују на пролазно оштећење билатералних централних структура нервног система које су одговорне за одржавањем постуралног мишићни тонус и равнотеже.
- Посебан облик атиничног напада су Тумаркинови падови вестибуларног порекла (или Тумаркинове кризе). Оне означавају падове без јасне повезаности са аутономним или неуролошким симптома код пацијената са тешком болешћу вестибуларног система, најчешће код Менијерове болести, у фази ове болести када напади вертига (вртоглавице) могу бити замењени сталним потешкођама вида и равнотеже, укључујући потешкоће са ходањем по мраку, и повремене падове због губитка равнотеже.[2]

## Номенклатура
Атонични напади су изненадни падови, без губитка свести која се не надовезују на одређени стимуланса, јављају нагло и без упозорења, а следе брзим повратком у основни положај. У почетку назив је коришћени за описивање падова само код здравих старијих особа. Међутим термин атонични напад је накнадно је уведен да обухвати широк спектар изненадних падова са присутним познатим чиниоцима који повећавају ризик од падова или без њих, са провокацијом одређеног стимуланса, или без ње, са губитком свести, или без, и са значајним основним абнормалностима, или без њих.
Како се појам атонични напад користи и за један од облика епилептичног напада, овај појам не укључују такозване епилептичне атоничне нападе или друге падова повезане са нападима, код пресинкопе или синкопе, смањена осетљивост и губитак мишићног тонуса, или паднови код пацијената са општом слабожћу, атаксијом, постуралном нестабилношћу (нпр Паркинсонове болести, прогресивна супрануклеарна парализа), или сензорних поремећаја.

### Енциклопедијске дефиниције атоничног напада
Farlex Partner Medical Dictionary © Farlex 2012
Нагли пад без најве или повезаних симптома или знакова, обично у старих особа са нормалним електроенцефалограмом; непознатог узрока.
Mosby's Medical Dictionary, 9th edition. © 2009, Elsevier
Облик пролазног исхемијског напада, који због кратког прекида у церебралног протока крви, узрокује пад особе на под, без губитка свести. Пад може бити узрокована поремећеним осећај равнотеже или смањењем мишићног тонуса ногу. Слабост мишића ногу, кука или колена, главни је узрок дисфункције пада.
Segen's Medical Dictionary. © 2012 Farlex, Inc. All rights reserved
Повремене епизоде наглог губитка моторних функција, у којима особа која стаји или хода, изненада и потпуно свестна пада на под, з бог слабости ногу. Етиологија; овај поремећај, који је идиопатски - најчешћи је код старијих жена. Приписују се поремећајима рефлекса због старости; вертебробазиларној исхемији, акутној вртоглавице због надражаја лавиринта, катаплексија, а могу бити повезани и са губитком свести, због синкопе и конвулзија.
McGraw-Hill Concise Dictionary of Modern Medicine. © 2002 by The McGraw-Hill Companies, Inc.
Атонични напад у неурологији дефинише са као повремена епизода наглог губитка моторних функција, када пацијент стаји или хода. Настаја нагло и изненада, због слабости ногу код пацијента који је потпуно свестан до пада на под. Најчешће се ради о идиопатском облику напада код старијих особа женског пола, а приписују се; поремећајима рефлексних функција повезаним са старењем; вертебробазиларној исхемије, акутној вртоглавици, катоплексији или губитку свести који се јавља у синкопи.
Medical Dictionary for the Health Professions and Nursing © Farlex 2012
Епизода изненадног пада који се јавља током стајања или ходања, без упозорења и без губитка свести. Пацијенти су углавном старије особе које имају нормалне налазе на електроенцефалограму.
Collins Dictionary of Medicine © Robert M. Youngson 2004, 2005
Тенденција изненадног пада, без упозорења, и без губитка свести. Атонични напади могу бити последица привремене несташице крви у мозгу и треба их испитати.

## Епидемиологија
- У већини случајева (64%), узрок атоничног напада никада није дефинитивно утврђен.[11]
- Око 12% напада је последица срчаних поремећаја (варијанта синкопе )
- Око 8% напада је због слабе циркулације у мозгу ,
- Око 8%, напада настаје због срчано-можданих поремећаја,
- Око 7% напада су криптогени, претежно код жена старијих од 40 година.
- Око 5% напада настаје због поремећаја унутрашњем уву. ( Менијерова болест - Тумаркинова криза),[12]
- Око 1%, напада настаје због психолошких проблема. Ретко, су атонични напади изазвани реакцијом на страх, као и због катоплексије.[13]

У остале, могуће узроке, напада спада; употреба лекова и неуравнотежен ход због промена на коштано-миићном систему.

## Клиничка слика
Карактеристике клиничке слике атоничног напада
| Фаза напада    | Знаци и симптоми |
| -------------- | --- |
| Почетак напада | - Нагли - Без ауре или упозорења - Није га изазвао посебан надражај |
| Ток напада     | - Кратак (до 15 секунди) - Без губитка свести - Нема доказа о одузетости (нпр, тоничка или клонична активност) - Може бити праћен пролазним неуролошких симптома и знацима |
| После напада   | - Потпуно будан - Није збуњен - Брзо се враћа на почетне вредности - Могу заостати пролазне потешкоће у одржавању положаја                                                 |
| Последице      | - Изражена слабост у ногама, - Атаксија, - Наставак нестабилност, или губитак осећаја                                                                                      |

## Дијагноза
Дијагноза се поставља на основу анамнезе (историје болести), физикалног прегледа и допунских испитивања.
Анамнеза (историја болести)
Темељно узета историја мора да обухвати податке о току напада; да ли се јавио без икаквог упозорења или ауре, да ли је би без губитка свести, и које су биле манифестације по завршетку напада. Запажања сведока, која су присуствовала нападу, могу бити веома корисна у разјашњавању карактеристика симптома који су од посебног значаја за диференцијалну дијагнозу.
Физикални преглед
Физикални преглед обухвата класичне кардиолошке, неуролошке, ортопедске и оторалинголошке методе које се примењују у дијагностици код оваквих стања.
Допунска испитивања
Допунска испитивања би требало да обухвате:
- Процену или одређивање ортостатског пулса и крвног притисака.
- Електрокардиографм срца, холтер мониторинг,
- Снимање вратне кичме и мозга.
- Доплер ултрасонографију крвних судова врата,
- Магнетну резонантну ангиографија, ЦТ ангиографију, или класичну ангиографију,
- Електроенцефалографију,
- Аудиометрију, електронистагмографију или видео нистагмографију,
- Тест вестибуларних евоцираних миогених потенцијала (VEMP).

## Диференцијална дијагноза
Диференцијално дијагностички треба имати у виду следеће болести, за које је у више од две трећине падова утврђено да имају сличне менифестације као и атонични напади или падови:
- Епилептични напади
- Менијерова болест са мигренозним вртоглавицама.[12]
- Вертебробазиларна инсуфицијенција. Ова неуролошка манифестација (нпр, губитак вида, диплопија, вртоглавица, утрнулост, итд), поред изненадног губитка мишићног тонуса у ногама, карактерише се и случајевима изненадног пада без јасно повезаних клиничких манифестација, које се тек накнадним истраживањем могу приписати вертебробазиларној инсуфицијенцији.[16]
- Кардиоваскуларна синкопа, која укључује синдром каротидног синуса.
- Ортостатска хипотензије, и вазовагална синкопа.[17][18]
- Цереброваскуларни поремећаји.[14]
- Аутоимуни поремећаји, нпр. аутоимуни енцефалитис.[19]
- Хипотиреоидизама.[20]

## Терапија
Како етиолошки гледано атоничне нападе могу изазвати разноврсни узроци, не постоји специфична терапија која би била прикладна за све облике атоничног напада. Зато је терапија атоничних напада усмерена на лечење основног узрока.
Третман (хитна помоћ) генерално се не указује болеснику са појединачним нападом односно падом, јер та помоћ након догађаја није потребна пацијенту, јер одмах наставља започете активности. Али је зато након напад-пада потребно спровести појединачну и мултидисциплинарну општемедицинску и неуролошку процена пацијента.
Неки од могућих узрока атоничног напада и њихово лечење
| Узрок атоничног пада                          | Најефикаксније лечење                                                                  |
| --------------------------------------------- | -------------------------------------------------------------------------------------- |
| Срчани поремећаји                             | Лекови или уградња срчаног водича (пејсмејкера)                                        |
| Неуролошки напади (епилепсија и сродна стања) | Антиконвулзиви                                                                         |
| Неадекватан проток крви у мозгу (ТИА)         | Регулација холестерола, примена антикоагуланата, оперативно лечење крвних судова мозга |
| Менијерова болест                             | Хируршко лечење или примена лекова за уништавање лавиринт (нпр ниске дозе гентамицина) |

## Последице
Стопа ризика од можданог удара или смрти код пацијената са атоничним напдом је 0,5% на годишњем нивоу. Ова стопа значајно се не разликује од оне код опште популације.
Како код особа са атоничним нападом настају изненадни падови оне имају много више прелома костију од оних у општој популацији.